# Велшки језик
Велшки језик (вел. Cymraeg или y Gymraeg) је један од келтских језика, који заједно са бретонским и корнијским припада британској подгрупи ових језика. Њиме говори око 611.000 људи у Велсу и око 130.000 у Енглеској. Постоји и 5000 говорника велшког у велшкој емигрантској колонији у долини Чубут (Патагонија). Велшки је келтски језик који је највише у употреби данас. 
У Велсу је, поред енглеског, велшки званични језик и језик школства. Постоје два дијалекта овог језика, северни и јужни. 
За велшки језик су карактеристични такозвани „конјуговани предлози“, т. ј. предлози спојени са личним заменицама које су им објекат. Велшке именице могу бити мушког или женског рода, али се не мењају по падежима. Постоји само одређени члан. Први сугласник у речима се мења зависно од граматичког контекста (ова појава се назива мутација). Различити суфикси се користе да означе једнину и множину. У говорном велшком конјугација се врши употребом помоћног глагола, док се у писаном језику мења (конјугује) основни глагол. 
За разлику од бретонског језика, велшки језик је и даље виталан. Великом броју деце велшки је матерњи језик, а језик се користи и у свим областима свакодневног живота. У појединим крајевима Велса, рецимо на северу, проценат говорника велшког је до 70%. Током последње деценије број говорника је у порасту. 
По подацима из 2001, велшки добро говори 21% становника Велса. Даље, 7% становништва се служи овим језиком. Преосталих 71% Велшана не разуме велшки језик. Говорници велшког претежно живе у сеоским срединама, док су они који користе само енглески језик концентрисани у градовима.

## Примери
| Реч          | на велшком          |
| ------------ | ------------------- |
| земља        |                     |
| небо         |                     |
| вода         |                     |
| ватра        |                     |
| човек        |                     |
| жена         |                     |
| јести        |                     |
| пити         |                     |
| велики       |                     |
| мали         |                     |
| ноћ          |                     |
| дан          |diwrnod (цели дан)          |
| дан          |dydd (само почетак дана) |
| Добар дан    |                     |
| Добро јутро  |                     |
| довиђења     |Da bo chi (јужни диј.)        |
| довиђења     |Hwyl (северни диј.)      |
| хвала (пуно) |                     |
| молим Вас    |                     |

Члан 1 Универзалне декларације о људским правима
.
Превод
Сва људска бића се рађају слободна и једнака по достојанству и правима. Обдарена су разумом и савешћу, и треба да се односе једна према другима у духу братства.